# Ángel Barcia Galeote
Ángel Barcia Galeote (f. 1938) fue un político español.

## Biografía
Obrero de profesión, tras el estallido de la Guerra civil llegó a tomar parte en el asalto del Cuartel de la Montaña. Militante del Partido Comunista de España (PCE), participaría en la organización de la 1.ª Brigada Mixta. Posteriormente ejercería el cargo de comisario político en las brigadas mixtas 9.ª y 1.ª, ambas compuestas por fuerzas procedentes del Quinto Regimiento. En julio de 1938 pasó a desempeñar el puesto de comisario político de la 11.ª División, coincidiendo con el inicio de la Batalla del Ebro. 
Falleció el 7 de septiembre de 1938 durante una acción de guerra en el Frente del Ebro.